# Palazzo Alekseevskij
Il Palazzo di Alessio (in russo Алексеевский дворец?, Alekseevskij dvorec) fu costruito dal granduca Alessio, figlio dello zar Alessandro II al suo ritorno dal viaggio negli Stati Uniti. Comprò a San Pietroburgo una vecchia costruzione situata al civico 122 del lungofiume Moika, non lontano dalla Neva. La costruzione fu completamente riprogettata e ricostruita dall'architetto Maximilian Messmacher, che la portò ad una superficie totale di 9.200 m², ed è considerato uno degli esempi più interessanti dell'architettura eclettica di San Pietroburgo: l'architetto impiegò uno stile differente per ogni facciata.
Il palazzo ed i suoi giardini sono recintati da una cancellata in ferro battuto e pietra ed i cancelli centrali ancora sono ornati con il monogramma del granduca, particolare sfuggito alle autorità sovietiche. Nel 1910 parti dei giardini furono vendute per la costruzione di una fabbrica di caramelle. Benché il palazzo venisse dichiarato patrimonio nazionale nel 1968, venne lasciato in cattivo stato, richiedendo un restauro generale per molti anni, che è stato terminato nei primi anni del XXI secolo.
Dopo il restauro, l'edificio nel dicembre 2008 è stato aperto come Casa della musica.